# Sycia inopinata
Sycia inopinata is een soort in de taxonomische indeling van de Myzozoa, een stam van microscopische parasitaire dieren. Het organisme komt uit het geslacht Sycia en behoort tot de familie Lecudinidae. Sycia inopinata werd in 1892 ontdekt door Léger.